# Izquierda Unida de las Islas Baleares
Izquierda Unida de las Islas Baleares (en catalán Esquerra Unida de les Illes Balears; EUIB) es la federación balear de Izquierda Unida. Aunque sus militantes ya se presentaban anteriormente a las elecciones bajo las siglas federales, fue en 1996 cuando se inscribió en el registro de partidos políticos con su nombre actual.
El 5 de junio de 2010 celebró una asamblea constituyente de refundación, con el fin de recuperar la federalidad orgánica y de construir un nuevo proyecto que se opusiese de manera efectiva a las medidas adoptadas por los gobiernos del PSOE, a las que calificaban de neoliberales.
Tiene una estructura distribuida por islas, sin que las agrupaciones insulares tengan personalidad jurídica propia. Las más importantes son las de Mallorca (Esquerra Unida de Mallorca y Menorca (Esquerra de Menorca).

## Historia

### Fundación y primeros años
Originalmente, Izquierda Unida de las Islas Baleares se declaraba fuerza política soberana en su ámbito territorial, y se declaraba defensora del derecho de autodeterminación y los derechos lingüísticos de las Islas Baleares.[cita requerida] En el ámbito español, estaba federada a Izquierda Unida, y defendía un modelo de estado federal y republicano.
Su coordinador Miquel Ramón, defendió a Gaspar Llamazares como candidato a la Presidencia del Gobierno, y compartió su proyecto de una Izquierda Unida que impulsase medidas políticas progresistas junto al Partido Socialista Obrero Español (PSOE), considerando grandes logros las leyes de la Memoria Histórica, Dependencia, Igualdad.
Así, a lo largo de los años ha tendido a participar en las elecciones dentro de diversas coaliciones con otros grupos políticos baleares, generalmente de ámbito insular, pero llegando a participar de varios gobiernos junto al PSOE: 
- En Mallorca:
  - Esquerra Unida - Els Verds (EU-EV, con Els Verds de Mallorca, un pacto estable que duró entre 1999 y 2009[2]).
  - Bloc per Mallorca (como EU-EV junto a PSM-EN y ERC).
  - y Bloc per Palma (como EU-EV junto al PSM-EN y ERC).

- En Menorca:
  - Entesa de l'Esquerra de Menorca (junto al PSM).

- En Ibiza:
  - Pacto Progresista de Ibiza (junto al PSIB-PSOE, EV, ERC y ENE).
  - Ibiza por el Cambio (junto a EV, ENE y ERC).

- En Formentera:
  - Coalició d'Organitzacions Progressistes de Formentera (junto al PSIB-PSOE y EV).

También en toda la comunidad autónoma: Progresistas por las Islas Baleares (junto a PSM-EN, EV y ERC) de cara a las Elecciones generales de 2004.

### Refundación de la Izquierda
En junio de 2004 el Partido Comunista de las Islas Baleares (PCIB) apostó por la refundación de Izquierda Unida tanto en las Islas Baleares como en el resto del Estado, considerando que debía haber un referente unitario frente al sistema capitalista, que recogiese valores marxistas, ecologistas, federales, republicanos y feministas, que dieron origen a la coalición.
El 14 de febrero de 2009, EU celebró su VII Consejo Político Interinsultar en el que eligió como nuevo coordinador a David Abril, líder del partido en Mallorca, con el 82% de los votos de los delegados, y sustituyendo así a Miquel Ramón. El nuevo coordinador enfatizó que el objetivo de la lucha política de su formación "tiene que ser la defensa de las personas más desfavorecidas", denunciando "la lógica perversa" del actual sistema económico capitalista. Proponía también la revisión de los pactos con PSOE, PSM y UM, con el objetivo de hacer primar las políticas contra la crisis. Declaró iniciado un proceso de refundación paralelo al federal, que en un año y medio serviría para "constituir algo nuevo".
El 5 de junio de 2010, EUIB celebró una asamblea constituyente en la que acordó su propia disolución y la constitución de una nueva organización llamada "Esquerra Alternativa i Verda" (EAiV), acto que contó con la presencia del responsable de Organización de IU federal, Miguel Reneses, y del senador de Esquerra Unida i Alternativa (referente en Cataluña de Izquierda Unida), Joan Josep Nuet. La nueva organización, cuyo primer coordinador fue Albert Aguilera, trataba de romper con los pactos de gobierno y dar alternativas a la crisis, respondiendo a las medidas adoptadas por los gobiernos del PSOE, que califican de neoliberales. Además, se pretendía regresar a un federalismo orgánico que se había perdido.
Esta intención de estrechar lazos federales con Izquierda Unida produjo la escisión de la corriente minoritaria Esquerra XXI, creada en noviembre de 2009 y encabezada por la consejera del Gobierno Balear Josefina Santiago, el vicepresidente del Consejo Insular de Mallorca Miquel Rosselló y el excoordinador de EUIB David Abril, que formó ese mismo día Iniciativa d'Esquerres. Esquerra XXI defendía la ruptura con IU a nivel federal y la reafirmación de la coalición Bloc per Mallorca, que formaba parte del gobierno insular.
El 19 de noviembre de 2010 la asamblea definitiva de refundación de EAiV aprobó un nuevo manifiesto electoral, acordó recuperar el nombre y siglas de Izquierda Unida de las Islas Baleares (EUIB) y eligió una dirección colegiada que representara a todas las Islas. El nuevo coordinador fue Manel Carmona, secretario general de Partido Comunista de las Islas Baleares (PCIB). Verónica Melià, también del PCIB, sería la vicesecretaria general.
En las elecciones autonómicas de 2011, la candidatura de EUIB encabezada por Manel Carmona obtuvo los peores resultados de la historia de la organización hasta la fecha, perdiendo su representación parlamentaria, en los consejos insulares y en el Ayuntamiento de Palma. En las elecciones europeas de 2014, en que el dirigente de EUIB Eberhard Grosske concurrió cómo número 11 en la lista, la candidatura de Izquierda Unida consiguió 6 escaños en el Parlamento Europeo obteniendo en Baleares 23.896 votos (8,86%) siendo cuarta fuerza a nivel autonómico.
En las elecciones autonómicas de 2015, Esquerra Unida se presentó dentro de la plataforma unitaria Guanyem junto con Alternativa Socialista (CLI-AS) con Manel Carmona de nuevo como candidato a la Presidencia del Govern. Guanyem obtuvo 7.105 votos (1,66%), quedando fuera del Parlamento de las Islas Baleares pero consiguiendo representación en el Consejo Insular de Ibiza mediante la coalición "Podemos, Guanyem Eivissa" que obtuvo 7.953 votos (18,67%) y 3 escaños (uno de ellos, Miguel Vericad, de EUIB). Al mismo tiempo se obtuvo representación en algunos municipios, como Santa Eulalia, Marrachí, Alcudia o Sóller.

## Resultados electorales

### Elecciones al Parlamento Europeo
| Elecciones | Candidatura                                               | Votos atribuibles | Porcentaje (%) |
| ---------- | --------------------------------------------------------- | ----------------- | -------------- |
| 1987       | Izquierda Unida                                           | 7.389             | 2,21           |
| 1989       | Izquierda Unida                                           | 8.205             | 3,46           |
| 1994       | Izquierda Unida                                           | 28.782            | 9,87           |
| 1999       | Esquerra Unida                                            | 13.538            | 3,75           |
| 2004       | Izquierda Unida de las Islas Baleares                     | 6.167             | 2,36           |
| 2009       | Izquierda Unida de las Islas Baleares - Verds: l'Esquerra | 6.756             | 2,62           |
| 2014       | Izquierda Unida de las Islas Baleares: l'Esquerra Plural  | 23.928            | 8,86           |